# Luis Huet y Lambert
Luis Huet y Lambert (Livorno, 1722-Sanlúcar de Barrameda, 1798) fue un militar e ingeniero español. Alcanzó el rango de teniente general.

## Biografía
Nació en la ciudad italiana de Livorno el 4 de mayo de 1722. Director de ingenieros, empezó la carrera militar como cadete en el regimiento de infantería walona de Borgoña el 1 de octubre de 1735, y tras quedar este cuerpo al servicio del rey de Sicilia pasó al de Brabante en la misma calidad, en el que ascendió á alférez en junio de 1740 e hizo sus estudios en la Academia de Barcelona, hasta abril de 1744, cuando ingresó de teniente (ingeniero extraordinario) en el Cuerpo de Ingenieros. Ascendió a coronel en noviembre de 1770, a brigadier en junio de 1779, a mariscal de campo en enero de 1789 y a teniente general en febrero de 1791.
Al tiempo de su ingreso en el Cuerpo, fue destinado al ejército de Italia, donde resultó herido, gravemente enfermo y prisionero en el bloqueo de Tortona, restituyéndose á España de resultas. También estuvo en la expedición de Guasico en 1782 y en el sitio de Ceuta en 1791. En 1772, pasó de comandante general de ingenieros a La Habana, de donde regresó a la península ibérica en 1785, pasando á desempeñar la Dirección de Andalucía, en la que cesó en abril de 1797, quedando agregado al Estado Mayor de la misma provincia. Falleció en la localidad gaditana de Sanlúcar de Barrameda el 27 de octubre de 1798.